# 1978-as magyar úszóbajnokság
Az 1978-as magyar úszóbajnokságot júliusban rendezték meg a Hajós Alfréd Nemzeti Sportuszodában.

## Eredmények

### Férfiak
| Versenyszám            | Arany                                                                   | Arany    | Ezüst                                                                 | Ezüst    | Bronz                                                                 | Bronz    |
| ---------------------- | ----------------------------------------------------------------------- | -------- | --------------------------------------------------------------------- | -------- | --------------------------------------------------------------------- | -------- |
| 100 m gyorsúszás       | Nagy Sándor Újpesti Dózsa                                               | 55,06    | Kovács Ottó KSI                                                       | 55,42    | Hargitay András Bp. Honvéd                                            | 55,55    |
| 200 m gyorsúszás       | Wladár Zoltán KSI                                                       | 1:57,69  | Verrasztó Zoltán Bp. Honvéd                                           | 1:58,37  | Kovács Ottó KSI                                                       | 1:58,42  |
| 400 m gyorsúszás       | Wladár Zoltán KSI                                                       | 4:02,73  | Koczka István Bp. Honvéd                                              | 4:05,68  | Kovács Ottó KSI                                                       | 4:08,07  |
| 1500 m gyorsúszás      | Nagy Sándor Újpesti Dózsa                                               | 15:49,10 | Wladár Zoltán KSI                                                     | 15:50,10 | Koczka István Bp. Honvéd                                              | 16:00,70 |
| 100 m hátúszás         | Verrasztó Zoltán Bp. Honvéd                                             | 59,31    | Gulyás János Újpesti Dózsa                                            | 1:00,49  | Wierdl Máté Bp. Honvéd                                                | 1:00,50  |
| 200 m hátúszás         | Rudolf Róbert Bp. Honvéd                                                | 2:08,36  | Gulyás János Újpesti Dózsa                                            | 2:08,42  | Bezzeg Péter Ferencvárosi TC                                          | 2:12,45  |
| 100 m mellúszás        | Vermes Albán Újpesti Dózsa                                              | 1:07,51  | Dzvonyár János Bp. Spartacus                                          | 1:10,18  | Hargitay András Bp. Honvéd                                            | 1:10,40  |
| 200 m mellúszás        | Vermes Albán Újpesti Dózsa                                              | 2:25,90  | Hargitay András Bp. Honvéd                                            | 2:30,75  | Dzvonyár János Bp. Spartacus                                          | 2:33,20  |
| 100 m pillangóúszás    | Mikola Tamás Bp. Honvéd                                                 | 59,52    | Szentirmay István BVSC                                                | 59,87    | Kormos István Ferencvárosi TC                                         | 1:00,18  |
| 200 m pillangóúszás    | Mikola Tamás Bp. Honvéd                                                 | 2:06,05  | Hargitay András Bp. Honvéd                                            | 2:06,50  | Sós Csaba Bp. Honvéd                                                  | 2:10,75  |
| 200 m vegyes úszás     | Hargitay András Bp. Honvéd                                              | 2:12,31  | Rudolf Róbert Bp. Honvéd                                              | 2:13,38  | Wierdl Máté Bp. Honvéd                                                | 2:14,06  |
| 400 m vegyes úszás     | Hargitay András Bp. Honvéd                                              | 4:34,30  | Sós Csaba Bp. Honvéd                                                  | 4:40,24  | Verrasztó Zoltán Bp. Honvéd                                           | 4:44,67  |
| 4 × 100 m gyorsváltó   | Bp. Honvéd Hargitay András Koczka István Rudolf Róbert Verrasztó Zoltán | 3:46,83  | Ferencvárosi TC Juhász Gábor Sáthy István Molnár Róbert Kormos István | 3:48,00  | Újpesti Dózsa Király András Kubina István Gulyás János Nagy Sándor    | 3:49,50  |
| 4 × 200 m gyorsváltó   | Bp. Honvéd Hargitay András Sós Csaba Rudolf Róbert Koczka István        | 8:04,31  | KSI Kovács Ottó Botond Árpád Fodor Szabolcs Wladár Zoltán             | 8:17,75  | Újpesti Dózsa László Frigyes Kubina István Gulyás János Nagy Sándor   | 8:19,83  |
| 4 × 100 m vegyes váltó | Újpesti Dózsa Gulyás János Vermes Albán Kubina István Nagy Sándor       | 4:00,23  | Bp. Honvéd Wierdl Máté Hargitay András Mikola Tamás Verrasztó Zoltán  | 4:00,58  | Ferencvárosi TC Bezzeg Péter Molnár Róbert Sáthy István Kormos István | 4:12,12  |

### Nők
| Versenyszám            | Arany                                                                         | Arany   | Ezüst                                                         | Ezüst   | Bronz                                                           | Bronz   |
| ---------------------- | ----------------------------------------------------------------------------- | ------- | ------------------------------------------------------------- | ------- | --------------------------------------------------------------- | ------- |
| 100 m gyorsúszás       | Schäffer Zsuzsa Vasas SC                                                      | 1:00,54 | Miklósfalvi Éva BVSC                                          | 1:01,88 | Ardai Andrea KSI                                                | 1:02,72 |
| 200 m gyorsúszás       | Schäffer Zsuzsa Vasas SC                                                      | 2:09,73 | Szlavitsek Gizella Újpesti Dózsa                              | 2:11,00 | Lázár Eszter Eger SE                                            | 2:13,67 |
| 400 m gyorsúszás       | Gulyás Klára Bp. Spartacus                                                    | 4:33,30 | Miklósfalvi Éva BVSC                                          | 4:35,60 | Lázár Eszter Eger SE                                            | 4:36,00 |
| 800 m gyorsúszás       | Gulyás Klára Bp. Spartacus                                                    | 9:12,89 | Schäffer Zsuzsa Vasas SC                                      | 9:23,95 | Miklósfalvi Éva BVSC                                            | 9:27,26 |
| 100 m hátúszás         | Verrasztó Gabriella KSI                                                       | 1:04,73 | Czövek Zsuzsanna Vasas SC                                     | 1:07,48 | Koczka Éva KSI                                                  | 1:08,14 |
| 200 m hátúszás         | Verrasztó Gabriella KSI                                                       | 2:18,13 | Czövek Zsuzsanna Vasas SC                                     | 2:25,23 | Miklósfalvi Éva BVSC                                            | 2:29,70 |
| 100 m mellúszás        | Kiss Éva Bp. Honvéd                                                           | 1:16,74 | Kákos Mariann Orvosegyetem SC                                 | 1:18,63 | Sóskuti Mária Bp. Spartacus                                     | 1:19,50 |
| 200 m mellúszás        | Kiss Éva Bp. Honvéd                                                           | 2:43,46 | Sóskuti Mária Bp. Spartacus                                   | 2:50,33 | Vass Tünde Nyíregyházi VSC                                      | 2:52,20 |
| 100 m pillangóúszás    | Szlavitsek Gizella Újpesti Dózsa                                              | 1:05,93 | Miklósfalvi Éva BVSC                                          | 1:06,99 | Nagy Andrea Eger SE                                             | 1:07,52 |
| 200 m pillangóúszás    | Szlavitsek Gizella Újpesti Dózsa                                              | 2:22,33 | Miklósfalvi Éva BVSC                                          | 2:22,37 | Nagy Andrea Eger SE                                             | 1:26,50 |
| 200 m vegyes úszás     | Verrasztó Gabriella KSI                                                       | 2:23,88 | Gulyás Klára Bp. Spartacus                                    | 2:27,19 | Szlavitsek Gizella Újpesti Dózsa                                | 2:28,16 |
| 400 m vegyes úszás     | Verrasztó Gabriella KSI                                                       | 5:02,84 | Gulyás Klára Bp. Spartacus                                    | 5:06,06 | Szedlmayer Ildikó Bp. Spartacus                                 | 5:16,70 |
| 4 × 100 m gyorsváltó   | Vasas SC Schäffer Zsuzsa Nagy Katalin Czövek Zsuzsa Mathesz Csilla            | 4:12,89 | Eger SE Pelle Judit Nagy Andrea Lázár Eszter Lázár Rita       | 4:13,67 | BVSC Záborszky Ildikó Németh Lívia Kókai Ildikó Miklósfalvi Éva | 4:13,79 |
| 4 × 100 m vegyes váltó | Bp. Spartacus Gulyás Klára Sóskuti Mária Várkonyi Gabriella Szedlmayer Ildikó | 4:42,17 | KSI Koczka Éva Verrasztó Gabriella Wierdl Zsuzsa Ardai Andrea | 4:43,00 | BVSC Miklósfalvi Éva Bődy Márta Nagy Katalin Kókai Ildikó       | 4:43,40 |

## Csúcsok
A bajnokság során az alábbi csúcsok születtek:
| Esemény                    | Idő     | Név                 | Csapat        | Csúcs                      |
| -------------------------- | ------- | ------------------- | ------------- | -------------------------- |
| Női 800 méteres gyorsúszás | 9:12,89 | Gulyás Klára        | Bp. Spartacus | Országos serdülő, gyermek  |
| Női 100 méteres hátúszás   | 1:04,73 | Verrasztó Gabriella | KSI           | Országos felnőtt, ifjúsági |
| Női 200 méteres hátúszás   | 2:18,13 | Verrasztó Gabriella | KSI           | Országos felnőtt, ifjúsági |